# Robiquetia pantherina
Robiquetia pantherina es una especie de orquídea. Es originaria de Asia.

## Descripción
Es una planta de mediano tamaño, que prefiere el clima cálido, de hábito epifita monopodial con tallo colgante, grueso y comprimido que lleva hojas coriáceas, oblongas, ligeramente contraídas en la base. Florece en el verano en una inflorescencia de 30 cm de largo, opuesta a la hoja, alargada, densamente con muchas flores colgantes, racemose o ramificada que lleva flores sin perfume y carnosas.

## Distribución y hábitat
Se encuentra en las Filipinas en elevaciones de alrededor de 60 metros. 

## Taxonomía
Robiquetia pantherina fue descrita por (Kraenzl.) Ames y publicado en Schedulae Orchidianae 6: 95. 1923.
Etimología
Robiquetia, (abreviado Rbq.): nombre genérico que fue otorgado en honor del químico francés, que aisló la cafeína y la codeína, Jean Pierre Robiquet ( 1780 - 1840 ), que tenía el nombre latinizado de Ionannes Robiquetius Petrus.
pantherina: epíteto latino que significa "como una pantera".
Sinonimia
- Saccolabium pantherinum Kraenzl. (basónimo)[3][4]